# Zonophora solitaria
Zonophora solitaria är en trollsländeart. Zonophora solitaria ingår i släktet Zonophora och familjen flodtrollsländor.

## Underarter
Arten delas in i följande underarter:
- Z. s. obscura
- Z. s. solitaria